# لانس كومفورت
لانس كومفورت (بالإنجليزية: Lance Comfort)‏ (و. 1908 – 1966 م) هو منتج أفلام، ومصور سينمائي، ومخرج أفلام، وكاتب سيناريو بريطاني، توفي عن عمر يناهز 58 عاماً.

## وصلات خارجية
- لانس كومفورت على موقع IMDb (الإنجليزية)
- لانس كومفورت على موقع ألو سيني (الفرنسية)
- لانس كومفورت على موقع أول موفي (الإنجليزية)
- لانس كومفورت على موقع قاعدة بيانات الأفلام السويدية (السويدية)
- لانس كومفورت على موقع قاعدة بيانات الفيلم (الإنجليزية)
- لانس كومفورت على موقع كينوبويسك (الروسية)